# うそつきなジェミニ
『うそつきなジェミニ』は、宮脇ゆきのによる日本の漫画作品。
小学館の漫画雑誌『ChuChu』にて2007年8月号から2008年7月号まで連載された。作者の『ChuChu』連載作品では、『NG BOY×パラダイス』に続いて2作目。

## ストーリー
蒼衣と凛は双子の姉弟だが、蒼衣は記憶喪失で6歳までのことを覚えていない。一方、凛は女の子相手にレンタル彼氏なるものをしていた。そんなとき、蒼衣は昔の道場仲間の和泉と再会し、無理矢理キスをされてしまう、それから蒼衣はどんどん和泉に惹かれていく。そんなとき、蒼衣が昔の写真を見ていたところ、6歳までの自分の写真だけない事に気付く。蒼衣は本当の姉弟かどうか、不安になってしまう。

## 登場人物
松下 蒼衣（まつした あおい）
主人公。中学3年生。記憶喪失で6歳までのことを覚えていない。現在は剣道部に在籍している。好きなテレビ番組はスポーツ中継など。
松下 凛（まつした りん）
蒼衣と双子の姉弟。かつては剣道をしていたが、現在は手芸部に在籍。女性的な行動が目立っている。
堀川 和泉（ほりかわ いずみ）
剣道の大会で蒼衣と対戦した相手。蒼衣に勝ったが、過去を知っている蒼衣から執拗に挑戦を申し受けられている。休日は読書等で過ごしている。